# Felix Raschke
Felix (Fritz) Raschke (* 9. Mai 1884 in Danzig; † 5. Juli 1957) war ein deutscher Politiker (KPD/SED). Er war Abgeordneter des Volkstages der Freien Stadt Danzig.

## Leben
Raschke, Sohn eines Bernsteindrechslers, erlernte den Beruf des Tischlers. Von 1906 bis 1908 leistete er seinen Militärdienst. 1908 trat er dem Deutschen Holzarbeiterverband (DHV) bei und war später Funktionär des DHV in Danzig. 1912 schloss er sich der Sozialdemokratischen Partei Deutschlands (SPD) an. Zwischen 1914 und 1918 war er Soldat im Ersten Weltkrieg. 
1920 wechselte Raschke zur Kommunistischen Partei Deutschlands (KPD). Von 1923 bis 1934 war er Abgeordneter des Volkstages der Freien Stadt Danzig und gehörte auch dem engeren Führungskreis der Danziger KPD an. Zudem war Raschke Redakteur der Danziger KP-Zeitung Das freie Volk. 
Auf der Volkstagssitzung am 2. Mai 1934 erteilte das Danziger Parlament, in dem seit 1933 die NSDAP eine Mehrheit besaß, seine Genehmigung zum Strafvollzug gegen Raschke und die KPD-Abgeordnete Meta Totzki. Totzki war schon vorher von Danziger Gerichten wegen „illegaler Betätigung“ zu einer Gefängnisstrafe verurteilt worden. Am Folgetag, dem 3. Mai 1934, wurde Raschke verhaftet. Im Juni 1934 wurde er durch die Große Danziger Strafkammer wegen der „Herausgabe illegaler Zeitschriften bzw. Zeitungen“ zu dreieinhalb Jahren Gefängnis verurteilt. Nach seiner Haftentlassung im November 1937 arbeitete Raschke als Tischler bei der AEG in Danzig. Er war auch weiterhin illegal für die KPD tätig und wurde am 22. August 1944 erneut festgenommen und in das KZ Stutthof verbracht. 
Im August 1945 gelangte Raschke mit einem „Antifa-Umsiedler-Transport“ ins vorpommersche Damgarten. Er arbeitete bis 1947 als Personalreferent beim KPD- bzw. beim SED-Landesvorstand Mecklenburg. Von 1947 bis 1949 war er Kreisrat für Inneres des Kreises Rügen und leitete ab August 1949 die Strafanstalt Dreibergen.